# Enicodes montrouzieri
Enicodes montrouzieri là một loài bọ cánh cứng trong họ Cerambycidae.